# Kvitsøy
Kvitsøy ist eine Kommune im norwegischen Fylke Rogaland. Sie besteht aus 365 Inseln. Die Kommune ist von den äußeren Teilen des Boknafjordes umgeben. Im Norden liegen die Kommunen Karmøy und Bokn, im Osten Stavanger und Randaberg. Das administrative Zentrum ist Ydstebøhavn.

## Fauna und Flora
Außer Robben und kleinen Delphinen gibt es keine Säugetiere. Die Inseln haben aber ein reiches marines Vogelleben. Eine Vielzahl von Pflanzen haben ihren Weg auf die Inseln gefunden. Neben einheimischen Pflanzen gibt es auch Pflanzen, die dort durch die Abfallverkippung von Schiffen vor der Einfahrt in den Hafen von Stavanger angesiedelt wurden.

## Geschichte
Kvitsøy wird zuerst in der Snorre Saga (siehe Artikel: Geschichte Norwegens) erwähnt. Dort wurde der Friede von 1208, der den Bürgerkrieg zwischen Birkebeinern und Baglern beendete, zwischen Inge II., Håkon Galen und Philipp Simonsson geschlossen.

## Sehenswürdigkeiten
- Auf Kvitsøy gibt es ein 3,90 m hohes Steinkreuz aus der Zeit der Christianisierung Norwegens. Es soll das größte und am besten erhaltene Steinkreuz in Norwegen sein. Außer als christliches Symbol diente es auch als Seezeichen. Wahrscheinlich war es spätestens um 1000 errichtet worden. 1016 soll König Olav der Heilige  mit Erling Skjalgsson bei dem Kreuz gewesen sein.
- Neben dem Kreuz befinden sich die Grundmauern der St. Clemenskirche. Der Sage nach wurde sie 1270 abgebrochen. Das Taufbecken der St. Clemenskirche wurde gefunden und wird heute in der 1620 erbauten Inselkirche benutzt.
- Der 18 Meter hohe Leuchtturm wurde 1829 errichtet. 1859 wurde er um 7 m erhöht und das Leuchtfeuer befindet sich nun 45 m über dem Meeresspiegel. 1938 wurde der Leuchtturm elektrifiziert und 1969 auf automatischen Betrieb umgestellt.

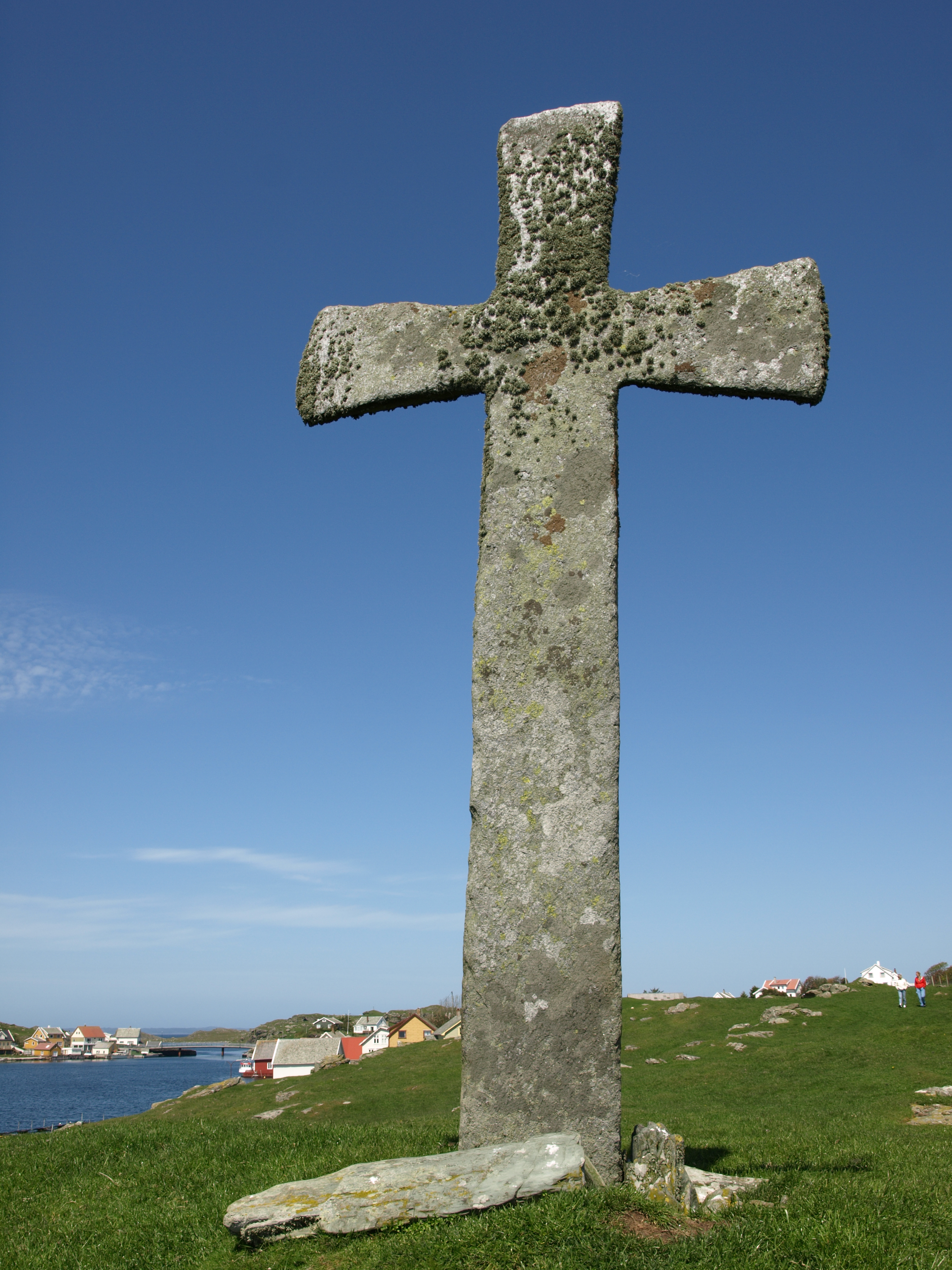
Steinkreuz von Leiasundet (3,90 × 1,87 m, errichtet 800–1050 n. Chr.)
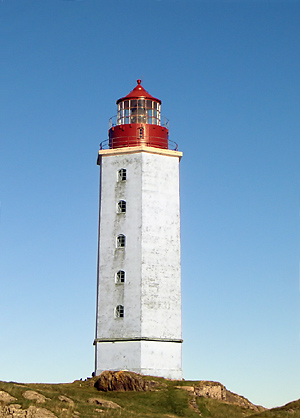
Kvitsøy fyrstasjon

## Kvitsøy-Trafikksentral
Im Jahre 2003 wurde die von den Architekten Jarmund/Vigsnæs AS entworfene Kvitsøy-Trafikksentral ihrer Bestimmung übergeben. Die „Verkehrszentrale“ dient als Teil eines Radarnetzes der Überwachung des Schiffsverkehrs vor der Westküste Norwegens. Die markante Architektur mit den schieferverkleideten Außenwänden ist ein Blickpunkt auf der Insel. Auf dem Dach befindet sich eine Aussichtsplattform.

## Radiosender
In der Kommune betreibt der norwegische Rundfunk eine große Sendeanlage für Kurz- und Mittelwelle (Sender Kvitsøy).
Auf der Inselgruppe stehen auch die Bautasteine von Hedlesøy (2,4 m hoch), Hedlestykke (3,36 m hoch) und Krågøy (knapp 6,0 m hoch).